# Viessmann Modelltechnik

Firmenlogo Viessmann

Die Viessmann Modelltechnik GmbH ist ein Hersteller von Zubehör für Modelleisenbahnen mit Sitz in Hatzfeld. Schwerpunkt sind Form- und Lichtsignale und Oberleitungen.

## Geschichte
Die Firma Viessmann Modelltechnik GmbH wurde 1988 von den Brüdern Wieland und Hubertus Viessmann gegründet. Wieland Viessmann war bis dahin als Konstrukteur für Produktionsmaschinen und als Leiter der Lager- und Fördertechnik bei den Heizkesselwerken Viessmann tätig. Hubertus Viessmann war bis dahin in der Heizkesselentwicklung bei den Heizkesselwerken Viessmann tätig. Zwischen beiden Unternehmen bestand eine verwandtschaftliche Beziehung: Wieland und Hubertus Viessmann sind die Cousins von Martin Viessmann, ehemaliger Geschäftsführer des Heiztechnikherstellers Viessmann.
Das Wachstum der jungen Firma mündete schließlich in der Eröffnung eines Fertigungswerks in Ungarn im Jahr 1992. Damit sollten die Produktionskosten gegenüber einer Fertigung in Deutschland gesenkt und der weitere Expansionskurs gesichert werden. Ende 2009 führte Viessmann zunächst die Produktion des insolventen Kunststoff-Gebäude- und Fahrzeug-Bausatz-Herstellers Kibri (Kindler & Briel GmbH) fort und übernahm Anfang 2010 schließlich die komplette Produktion sowie die Marke Kibri. Das bisherige Kibri-Werk in Schopfloch wurde geschlossen und die Produktion nach Ungarn und Rumänien verlagert.
Mit der Einstellung des Betriebs beim Stuttgarter Unternehmen Vollmer 2014 übernahm Viessmann auch die Marke Vollmer und deren Produktpalette. Auch hier findet die Produktion seitdem in Ungarn und Rumänien statt.
Im Rahmen der Sortimentserweiterung durch das CarMotion System übernahm Viessmann im August 2023 die Werkzeugformen des Modellherstellers AWM (Selb) und sicherte sich somit den Zugriff auf modernere LKW und Busse der Epoche 5 und 6.
Neben Wieland Viessmann sind auch seine Kinder aktiv und führen das Unternehmen weiter.

## Produkte
Unter der Marke Viessmann werden Modellbauprodukte wie Leuchten, Signale, bewegte Figuren und rollendes Material für Straße und Schiene in den Nenngrößen 0, H0, TT, N und Z sowie elektrische und elektronische Komponenten für die Modellbahnsteuerung angeboten. Ebenso gehört Oberleitung in den Größen H0, TT und N zum Sortiment.
Seit 2022 entwickelt Viessmann das System CarMotion. Für den Maßstab H0 werden Fahrzeuge hergestellt mit eingebautem Motor, die entlang eines unter der Fahrbahn eingebauten Magnetstreifens auf einer Modellanlage fahren. Die Steuerung von Funktionen (Abstandhalten, Fern- und Abblendlicht, Blinker etc.) erfolgt über Magnete und über Infrarot-Sensoren. Seit Dezember 2024 gibt es einen Induktiv-Charger, mit dem die Akkus der Fahrzeuge im laufenden Betrieb nachgeladen werden können.
Die Produktpalette von Kibri umfasst hauptsächlich Gebäudemodelle und Baufahrzeuge in den Größen H0, N und Z.
Zum Sortiment der Marke Vollmer gehören vor allem Gebäudemodelle und Mauerstein-Objekte (Mauern, Tunnelportale u. ä.) in den Größen G, H0, TT, N und Z (Mauerstein auch in Spur 0), und einige Figuren und Fahrzeuge in H0 und N.